# Permanence des soins
Pour les articles homonymes, voir PDS.
En France, la permanence des soins (PDS) est une organisation de l'offre de soins, libérale et hospitalière, qui permet de maintenir la continuité et l'égalité de l'accès aux soins, notamment aux heures habituelles de fermeture des cabinets médicaux ; elle permet de répondre aux demandes de soins non programmés par des moyens structurés, adaptés et régulés. La loi française la reconnaît comme une « mission de service public » (article L.6314-1 du code de la santé publique résultant de la loi HPST du 21 juillet 2009). Elle repose essentiellement sur deux principes : la sectorisation des astreintes et le renforcement de la régulation libérale des appels.

## La PDS dans le secteur ambulatoire
La PDS - ou PDSA (permanence des soins ambulatoires) - couvre les plages horaires comprises en dehors des heures d’ouverture des cabinets libéraux et des centres de santé, de 20 heures à 8 heures en semaine et les dimanches et jours fériés. Une mobilisation nationale débutée en Novembre 2001 aboutira à une PDSA régulée, indemnisée forfaitairement, et facultative; acté en 2002, par la modification "au forceps" de l’article 77 du code de déontologie de l'ordre, la PDS n’étant plus considérée comme une obligation, mais il est désormais "du devoir" du médecin de participer à la permanence des soins. Le conflit historique aura duré 7 mois et demi, mais la mise en place de la nouvelle organisation sera lente et contestée.
À la demande de la DGOS, la Haute Autorité de santé a publié des recommandations de bonne pratique en mars 2011 sur les modalités de prise en charge d’un appel de demande de soins non programmés dans le cadre de la régulation médicale. En effet, préserver la qualité des soins de façon équitable sur tout le territoire, et notamment en dehors des heures d’ouverture des cabinets médicaux, est un enjeu de santé publique. Mais l'épuisement du début du siècle, se majore dans la décennie suivante, et des revendications syndicales de MG France par exemple, ne seront pas suivies. Une proposition de loi de 2023 voudrait rétablir l'obligation suscitant l'opposition des effecteurs désignés, et de nouveaux appels à la grève.
Les pharmacies d'officine participent également à la permanence des soins dans le secteur ambulatoire en permettant notamment un accès équitable aux médicaments et autres produits de santé sur prescription pendant les horaires de fermeture habituels des officines.

## La PDS dans le secteur hospitalier
La convention médicale du 12 février 2005 instaure de nouvelles modalités de rémunération spécifique pour la permanence des soins en établissements privés avec la possibilité pour l'Union nationale des caisses d'assurance maladie (UNCAM) de passer des contrats avec des réseaux de professionnels de santé libéraux au sein des cliniques, afin que ceux-ci y assurent gardes et astreintes. Seuls certains établissements et certains médecins sont concernés par cette organisation.

## voir aussi
- Thématiques intriquées de continuité des soins[17] codée comme Q Code QD25,
- Accès aux soins,
- Coordination des soins[18] et parcours coordonné[19].
- Droit de retrait[20]
- Réquisitions[21]
- Maison médicale de garde[22] nouvelle modalité de PDS